# Šílení
Šílení je filozofický filmový horor Jana Švankmajera, natočený na motivy povídek „Metoda doktora Téra a profesora Péra“ a „Předčasný pohřeb“, jejichž autorem je Edgar Allan Poe. Film je také inspirován životem markýze de Sade.

## Ocenění
Česká filmová a televizní akademie film ocenila cenou Český lev za nejlepší výtvarný počin (Eva Švankmajerová, Veronika Hrubá) a za nejlepší filmový plakát (Eva Švankmajerová).
Jan Tříska získal za postavu Markýze slovenskou filmovou cenu Slnko v sieti za rok 2006.